# Palombara Sabina
Palombara Sabina ist eine Gemeinde in der Metropolitanstadt Rom in der italienischen Region Latium mit 12.988 Einwohnern (Stand 31. Dezember 2023). 
|  |

## Geographie
Palombara liegt 36 km nordöstlich von Rom und 17 km nördlich von Tivoli. Der Ort liegt am Fuß des Monte Gennaro am Westrand der Monti Lucretili. Es ist Mitglied der Comunità Montana Monti Sabini e Tiburtini. Der Parco regionale naturale die Monti Lucretili hat seinen Sitz in Palombara.
Die Altstadt von Palombara liegt auf einem runden Hügel und gruppiert sich um die große mittelalterliche Burg der Savelli. Zur Gemeinde gehören auch die Dörfer Cretone und Stazzano.
Das Gemeindegebiet erstreckt sich über eine Höhe von 25 bis 1271 m s.l.m.
Die Gemeinde liegt in der Erdbebenzone 3 (mittel gefährdet).
Die Nachbarorte sind Guidonia Montecelio, Mentana, Monteflavio, Montelibretti, Monterotondo, Moricone, San Polo dei Cavalieri und Sant’Angelo Romano.

### Verkehr
Die Staatsstraße 636 verbindet Palombara mit Tivoli und der Autobahn A24, Auffahrt Tivoli. Die Via Palombarese führt dagegen schon seit der Antike direkt nach Rom. Der Bahnhof Palombara-Marcellina (10 km vom Ortskern entfernt) liegt an der Bahnstrecke Rom–Avezzano.

## Geschichte
1029 wurde ein Castrum Palombarum erstmals erwähnt. 1276 fiel die Herrschaft an die Familie Savelli. 1556 wurde der Ort von den Truppen des Herzogs von Alba geplündert und die Burg teilweise niedergebrannt.

## Bevölkerungsentwicklung
| Jahr      | 1861  | 1881  | 1901  | 1921  | 1936  | 1951  | 1971  | 1991  | 2001   |
| Einwohner | 3.346 | 3.847 | 4.517 | 5.352 | 5.662 | 6.064 | 6.703 | 8.726 | 10.659 |

Quelle: ISTAT

## Politik
Alessandro Palombi (Lista Civica: Primavera Sabina) ist seit dem 31. Mai 2015 der Bürgermeister von Palombara Sabina.

### Wappen
Auf blauem Schild drei gelbe Berge, auf deren Spitze eine weiße Taube mit einem Olivenzweig im Schnabel sitzt. Es handelt sich um ein redendes Wappen, da der Name Palombara vom lateinischen Palumba für eine Taube hergeleitet wird.

## Sehenswürdigkeiten
- Der älteste Teil des Castello Savelli ist der Turm aus dem 9. Jahrhundert. Im Castello sind noch Fresken des 16. Jahrhunderts aus der Schule Raffaels zu besichtigen. In der Burg ist heute ein Naturkundemuseum untergebracht.
- Nordöstlich des Ortskerns befindet sich die eindrucksvolle Ruine des Castello Castiglione, das 1276 erstmals erwähnt wurde.
- Die Basilika San Giovanni in Argentella gehört zu einer heute verlassenen Benediktinerabtei. Sie bewahrt noch im Wesentlichen ihre Bausubstanz der Romanik (10. – 11. Jahrhundert).

## Kulinarische Spezialitäten
Palombara ist für seine Kirschen bekannt. Anfang Juni findet jedes Jahr die Sagra delle Cerase, das Kirschenfest statt.